# Daniel Yarnton Mills
Daniel Yarnton Mills (Stroud, 29 agosto 1846 – Londra, 17 dicembre 1904) è stato uno scacchista scozzese.
Vinse otto volte il Campionato scozzese (1885, 1887, 1892, 1895, 1896, 1897, 1899 e 1900).
Nel 1890 vinse a Manchester il campionato britannico amatoriale (British Amateur Championship).
Ha rappresentato la Gran Bretagna in tutti i match telegrafici contro gli Stati Uniti (1896–1911), senza perdere alcuna partita.
Mills è stato molto attivo come organizzatore: tra i fondatori e segretario del British Chess Club, tra i fondatori della British Chess Association (BCA) e segretario della Scottish Chess Association (SCA).